# Muzzano
Muzzano là một đô thị ở tỉnh Biella vùng Piedmont của nước Ý, có vị trí cách khoảng 60 km về phía đông bắc của of Torino và khoảng 7 km về phía tây nam của of Biella. Tại thời điểm ngày 31 tháng 12 năm 2004, đô thị này có dân số 673 người và diện tích là 5,9 km².
Muzzano giáp các đô thị: Camburzano, Graglia, Occhieppo Superiore, Sordevolo.